# اور ایرلاین

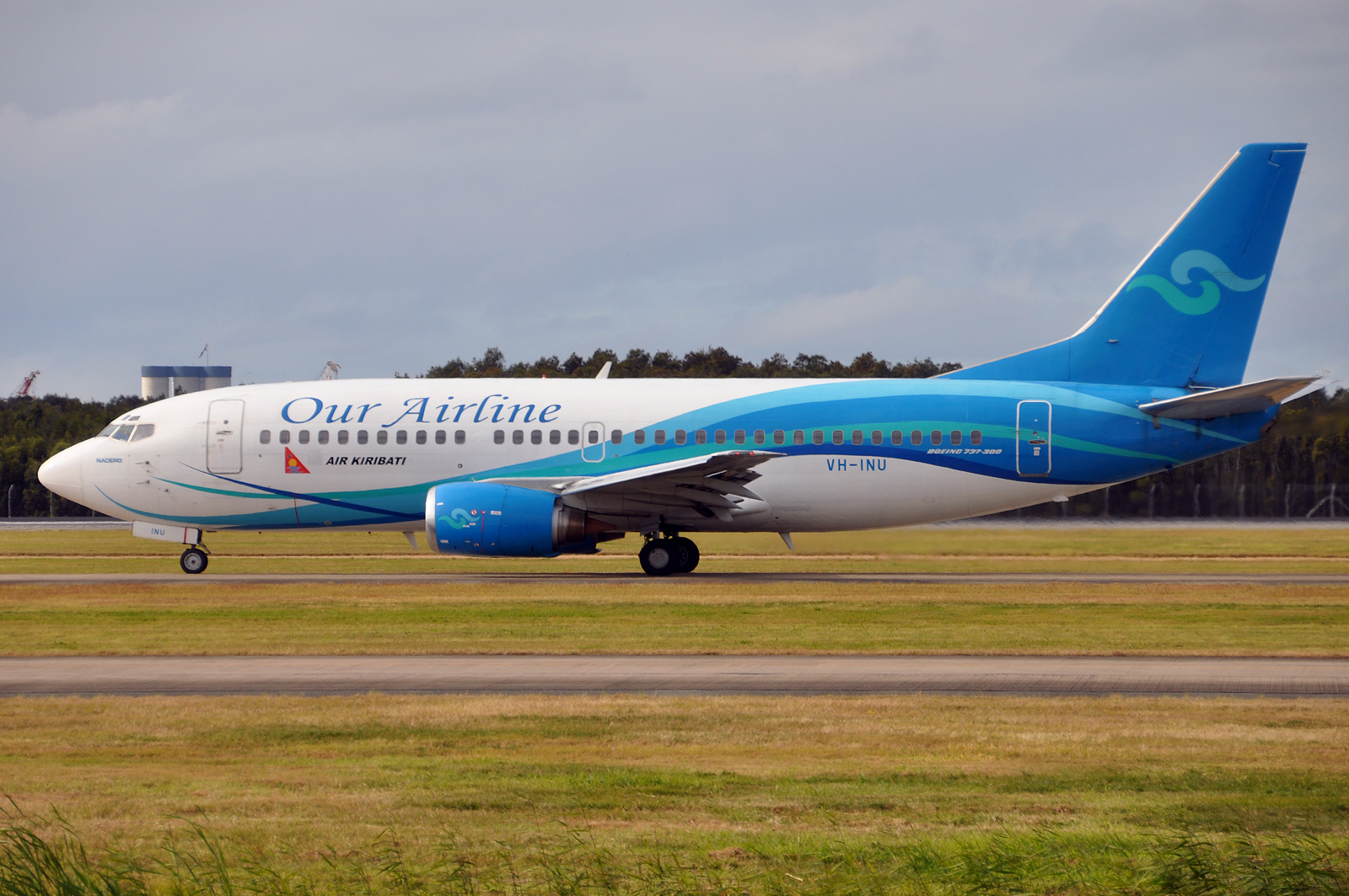
هواپیمای بوئینگ ۷۳۷ متعلق به اور ایرلاین

اور ایرلاین، (به انگلیسی: Our Airline) شرکت هواپیمایی حامل پرچم نائورو است، که در سال ۱۹۷۰ تأسیس شد و در حال حاضر روزانه به ۵ مقصد، در گوآم، سووا، مانیل، سیدنی و بریزبن پروازهای مستقیم دارد.
دفتر مرکزی شرکت اور ایرلاین در شهر یارن، نائورو قرار دارد و فرودگاه بین‌المللی نائورو، قطب این شرکت هواپیمایی به‌شمار می‌آید. شرکت اور ایرلاین در حال حاضر در ناوگان هوایی خود، دارای ۴ فروند هواپیمای بوئینگ ۷۳۷ می‌باشد.